# Save a Little for Yourself
Save a Little for Yourself es una canción de Mandy Moore. Lanzada el 14 de enero de 2020, como tercer sencillo de su séptimo álbum de estudio Silver Landings, por Verve Forecast Records. La canción fue escrita por Jason Boesel, Moore, Mike Viola, Sean Douglas y Taylor Goldsmith, producida por Viola. La canción recibió críticas positivas de parte de la industria musical.

## Video Musical
Fue lanzado el 13 de enero de 2020, un día antes de que la canción fuese lanzada en formato digital. 

## Créditos
- Mandy Moore - compositora, letrista, voz.
- Mike Viola - vocalista de fondo, compositor, guitarra, letrista, mezclador, piano, productor, ingeniero de grabación, personal de estudio.
- Taylor Goldsmith - compositor, letrista.

## Lanzamiento
| País   | Fecha               | Formato                    | Compañía               | Ref. |
| ------ | ------------------- | -------------------------- | ---------------------- | ---- |
| Varios | 14 de enero de 2020 | Descarga digital streaming | Verve Forecast Records |      |